# 박영한
박영한(朴榮漢, 1947년 9월 14일 ~ 2006년 8월 23일)은 대한민국의 소설가이다. ‘체험 작가’로 불릴 만큼 자신의 체험을 바탕으로 현실적 주제와 휴머니즘에 주목해 왔던 작가로 꼽힌다.

## 생애
경상남도 합천에서 출생하였고 어머니의 질병과 어려운 가정 형편으로 사글셋방을 전전하며 불우한 소년 시절을 보내야 했으며, 부산고등학교를 졸업한 뒤에도 공장 및 부두 노동자, 거리의 악사 등을 해야 할 만큼 청년 시절도 어려웠다. 1970년 군에 입대하고 베트남전쟁에 자원하였다. 귀국 후 1973년 연세대학교 국문학과에 입학하여 1977년 30세에 졸업하였다. 2006년 8월 23일 경기도 일산의 병원에서 위암 때문에 향년 59세로 사망하였다. 사망하기 6년 전부터 동의대 문예창작학과 교수로 학생들을 가르쳤으며, 유가족에 따르면 그가 병상에서 마지막으로 문학에 대해 남긴 말은 “문학이 암보다 더욱 고통스럽다”였다.

## 작품 세계
1977년 장편 《머나먼 쏭바강》을 《세계의 문학》에 발표하여 등단하였으며, 이 작품으로 오늘의 작가상을 받았다. 이 작품은 그때까지 본격적으로 다루지 않았던 베트남전을 소재로 했다는 점에서 문단의 주목을 받았으며, 베스트셀러 목록에 오르며 박영한이라는 이름을 세상에 알렸다.
주요 작품으로 《인간의 새벽》,《지상(地上)의 방 한 칸》,《왕룽일가》,《우묵배미의 사랑》 등이 있다. 《왕룽일가》와 《우묵배미의 사랑》은 각각 1988년과 1989년 출간되었는데, 산업화와 도시화의 격류 속에서 소외된 소시민들의 삶과 애환을 해학적으로 그린 작품이며, 두 작품은 TV 드라마와 영화, 연극으로도 제작될 정도로 인기를 얻었다.
초기의 장편에서는 우리의 민족 현실에 대한 진지한 소설적 탐구를 하였으며, 《왕룽일가》 이후의 소설에서는 리얼리즘의 독특한 문체로 구체적 일상의 진실을 그려내었다. 1988년 《지옥에서 보낸 한철》로 동인문학상을 수상했다.

## 상훈
- 1978년 「머나먼 쏭바강」으로 제2회 오늘의 작가상
- 1988년 「지옥에서 보낸 한철」로 제19회 동인문학상
- 1988년 「지상의 방 한 칸」으로 제1회 연암문학상